# 잊어야 할 그 사람
"잊어야 할 그 사람"은 한국에서 제작된 박호태 감독의 1980년 영화이다. 신영일 등이 주연으로 출연하였고 김치한 등이 제작에 참여하였다.

## 출연

### 주연
- 신영일
- 김영란
- 박원숙

## 기타
- 조명: 정덕규
- 붐어시스턴트: 손인호
- 미술: 김유준